# Lucilina carnosa
Lucilina carnosa is een keverslakkensoort uit de familie van de Chitonidae. De wetenschappelijke naam van de soort is voor het eerst geldig gepubliceerd in 1979 door Kaas.